# Leone Pompucci
 Leone Pompucci  (né en 1961 à Rome) est un scénariste et réalisateur italien.

## Biographie
Leone Pompucci commence à travailler comme photographe et collabore avec divers titres comme L'Espresso, Panorama, L'Europeo et Der Spiegel. Vers le milieu des années 1980 il passe à la réalisation télévisée pour l'émission Fantasmi de la chaîne italienne Rai 3. Ensuite il réalise divers services pour l'émission Mixer sur la Rai 2 et collabore avec la Rai 1 pour le programme Sulla cresta dell'onda.
Il fait ses débuts au cinéma en 1993 avec Mille bolle blu (qui lui vaudra un prix David di Donatello), suivi en 1995 de Camerieri (qui remporta un Ruban d'argent) et en 2000 du film Il grande botto.
Pour la télévision il a réalisé douze épisodes de la série Un sacré détective, le film en deux parties La fuga degli innocenti et Il sogno del maratoneta (2011) (tous les trois pour la Rai 1), en plus de nombreux spot publicitaires.

## Filmographie

### Comme réalisateur

#### Cinéma
- 1993: Mille bolle blu
- 1995: Camerieri
- 2000: Il grande botto

#### Télévision
- 2000-2002: Un sacré détective, série télévisée, 12 épisodes:  
  - Scherzare col fuoco (2000)
  - Il torpedone (2001)
  - Il marchio sulla pelle (2001)
  - Cuore di ghiaccio (2001)
  - La mela avvelenata (2001)
  - Peso massimo (2001)
  - Un uomo onesto (2001)
  - Il morso del serpente (2001)
  - In amore non è mai troppo tardi (2002)
  - Il mistero del convento (2002)
  - Natalina innamorata (2002)
  - La lettera anonima (2002)
- 2004: La fuga degli innocenti, TV
- 2011: Il sogno del maratoneta, TV
- 2012: Ferrarelle, vidéo

### Comme scénariste
- 1993: Mille bolle blu
- 1995: Camerieri
- 2000: Il grande botto
- 2011: Il sogno del maratoneta, TV

## Récompenses et distinctions
- David di Donatello du meilleur réalisateur débutant en 1994 pour le film Mille bolle blu.
- Ruban d'argent du meilleur scénario en 1996 pour le film Camerieri (à Leone Pompucci, Filippo Pichi et Paolo Rossi).